# Rachel Thundat
Rachel Thundat (* 13. Mai 1994 in Knoxville, Tennessee) ist eine US-amerikanische Schauspielerin.

## Leben
Thundat wurde am 13. Mai 1994 in Knoxville geboren. Sie verbrachte einen Großteil ihres Lebens im kanadischen Alberta, ehe sie nach Kalifornien zog. Sie erwarb ihren Bachelor of Science in Business Administration and Management an der University of Southern California.
Thundat gab 2013 in einer Nebenrolle im Film I Think I Do ihr Schauspieldebüt. Von 2013 bis 2014 wirkte sie in fünf Episoden der Miniserie BuzzFeed Video mit. 2020 spielte sie in der Kurzfilm-Reihe The Mad Jackrats in insgesamt vier Kurzfilmen verschiedene Rollen. 2021 stellte sie im Liebesfilm Evan Wood die größere Rolle der Megan Rose dar. Der Film erschien unter anderen auf Apple TV+. 2023 spielte sie in Exceptional Beings mit der Rolle der Mina Bihary eine der Hauptrollen des Films. Der Film erschien am  16. Mai 2023 im Videoverleih und als Video-on-Demand.

## Filmografie (Auswahl)
- 2013: I Think I Do
- 2013–2014: BuzzFeed Video (Miniserie, 5 Episoden)
- 2014: Fool Me Once (Kurzfilm)
- 2015: Swiped (Kurzfilm)
- 2015: Miss India America
- 2015: Haunters (Kurzfilm)
- 2016: My Crazy Ex (Fernsehserie, Episode 3x07)
- 2016: Saturday Night Taped (Fernsehserie)
- 2016: Wonders of Love (Kurzfilm)
- 2016: Pivot (Kurzfilm)
- 2017: Seahorse (Kurzfilm)
- 2018: Relationship Status: It's Complicated (Miniserie)
- 2018: Dual Arrangements (Fernsehserie)
- 2018: Affairs of State
- 2019: Promise Me (Kurzfilm)
- 2019: Solve (Fernsehserie, Episode 14x139)
- 2020: The Mad Jackrats' Flulander (Kurzfilm)
- 2020: The Mad Jackrats' Wizard of Spas (Kurzfilm)
- 2020: The Mad Jackrats' Mission Improbable (Kurzfilm)
- 2020: The Mad Jackrats' Moody Manor (Kurzfilm)
- 2020: A'lia (Kurzfilm)
- 2021: Evan Wood
- 2021: 9-1-1: Lone Star (Fernsehserie, Episode 2x10)
- 2021: The Last Sunset (Kurzfilm)
- 2021: Curtain Call (Kurzfilm)
- 2021: Deadly Girls Night Out
- 2022: Secrets Exposed (Fernsehfilm)
- 2022: Teardrop
- 2022: The Red Tide Massacre
- 2022: Dating Dez (Kurzfilm)
- 2023: Exceptional Beings